# Montsegur

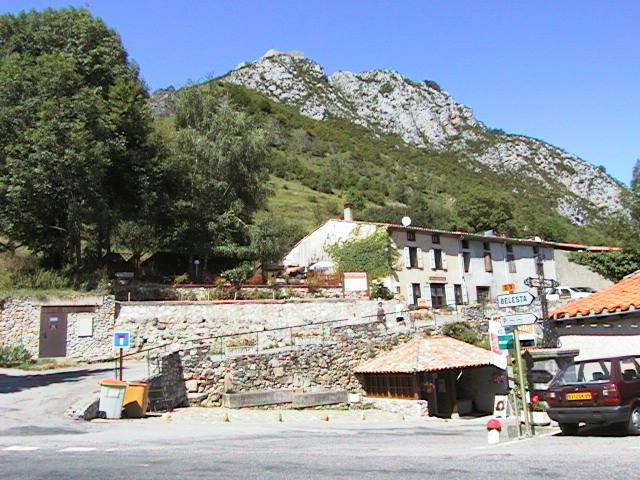
El pòg de Montsegur vist des del poble

Montsegur (Montsegur en occità; Montségur en francès) és un municipi al País d'Olmes, departament de l'Arieja, regió d'Occitània de França. El 2021 hi havia 116 habitants. Es troba a una distància de 10 quilòmetres de L'Avellanet, de 29 de Puègverd, de 37 de Foix i de 82 de Tolosa. Aquest poble deu bona part del seu prestigi al castell de Montsegur, construït sobre un antic castrum que fou un dels darrers centres de resistència de la jerarquia càtara al segle xiii.

## Demografia
L'evolució del nombre d'habitants es coneix gràcies als censos de la població efectuats des del 1793. A partir de l'1 de gener de 2009, les poblacions dels municipis es publiquen anualment. A més, per als municipis de menys de 10.000 habitants es fa un cens cada cinc anys. Per a Montsegur, el primer cens exhaustiu d'aquest sistema es va fer el 2007.
El 2014, la comuna de Montsegur tenia 137 habitants. Això va significar un augment del 25,69 % en relació al 2009 (Arieja: 0,95 %, França, deixant fora Mayotte: 2,49 %).
| Evolució de la població |      |      |      |      |      |      |      |      |
| 1793                    | 1800 | 1806 | 1821 | 1831 | 1836 | 1841 | 1846 | 1851 |
| 587                     | 569  | 671  | 722  | 788  | 829  | 820  | 874  | 877  |

| 1856 | 1861 | 1866 | 1872 | 1876 | 1881 | 1886 | 1891 | 1896 |
| ---- | ---- | ---- | ---- | ---- | ---- | ---- | ---- | ---- |
| 800  | 834  | 862  | 788  | 752  | 776  | 743  | 708  | 592  |

| 1901 | 1906 | 1911 | 1921 | 1926 | 1931 | 1936 | 1946 | 1954 |
| ---- | ---- | ---- | ---- | ---- | ---- | ---- | ---- | ---- |
| 549  | 548  | 558  | 463  | 368  | 258  | 236  | 231  | 242  |

| 1962 | 1968 | 1975 | 1982 | 1990 | 1999 | 2007 | 2012 | 2014 |
| ---- | ---- | ---- | ---- | ---- | ---- | ---- | ---- | ---- |
| 237  | 167  | 143  | 131  | 124  | 117  | 108  | 132  | 137  |

| 2017 | 2018 |  |  |  |  |  |  |  |
| ---- | ---- |  |  |  |  |  |  |  |
| 119  | 118  |  |  |  |  |  |  |  |

De 1962 a 1999 : població sense comptes dobles; les dates següents: població municipal.
(Font: Ldh/EHESS/ Cassini fins al 1999 després Insee a partir de 2006)

## Història

### Prehistòria
Les primeres traces d'ocupació del lloc es remunten al Paleolític, amb la presència de l'home de Neandertal. Les coves de Tuteil i de Caunha conserven restes de fa 80 000 anys. Les excavacions arqueològiques als peus del castell van desenterrar vestigis de ceràmica d'època neolítica.

### Època romana
La presència en època romana hi està documentada gràcies a vestigis trobats a la zona. Dalt del peg de Montsegur, on hi ha les restes de l'actual castell, els arqueòlegs han trobat monedes i restes de tègula, el que confirmaria la presència d'un lloc de guaita ja en temps dels romans.

### Època medieval
Durant l'alta edat mitjana i fins al segle xiii la propietat de Montsegur i la regió anirà canviant de mans, ja que tant els comtes de Tolosa i Foix, com els vescomtes de Carcassona en van obtenir els drets feudals. Per sota d'aquests grans senyors, Montsegur pertanyia als senyors de Miralpeix.
Es van succeir tres fortaleses al capdamunt de la muntanya de Montsegur (anomenada també pòg ou pec).
De la primera d'aquestes fortaleses, anomenada Montsegur 1 pels arqueòlegs, se'n sap ben poca cosa. Sabem que ha existit sobretot, per la declaració del senyor de Montsegur davant de la Inquisició el 1244; Ramon de Perella hi diu que el 1204 hi existia en aquest lloc un castell en runes.
La segona fortalesa, Montsegur 2, va aparèixer a partir del 1204, quan la jerarquia dels bons homes va demanar a Raimon de Perella de construir-hi un refugi. Durant aquest període la fortalesa, de la qual no n'ha perviscut res, estava acompanyada d'un poble on el catarisme organitzava la resistència. D'aquest conjunt, fortalesa més un poble que l'acompanya, s'anomena tècnicament castrum i en el cas de Montsegur estava fortament defensat. El juliol de 1241, el comte de Tolosa el va assetjar per primera vegada, però la fortalesa va resistir. Tanmateix, el 1243 Montsegur va tornar a patir un nou setge, aquest cop de la mà del senescal de Carcassona en nom del rei de França. Aquest setge va durar deu mesos i va obligar els defensors de la plaça a rendir-se. Així, el 16 de març de 1244 dos-cents càtars, homes i dones, van ser cremats vius al peu de la muntanya, molt probablement al lloc que actualment encara duu el nom de Prat dels cremats.
La tercera fortalesa, Montsegur 3, és el castell en runes que podem veure avui. Va ser construït a la darreria del segle xiii per acollir-hi una petita guarnició que vigilava els passos que conduïen a la frontera amb la Corona d'Aragó. Aquest castell caurà en desús després del Tractat dels Pirineus, quan els límits amb la Corona Hispànica van recular cap al sud. Amb el nou traçat de fronteres el castell de Montsegur va quedar obsolet i es va abandonar.
El poble que actualment podem veure als peus del castell és posterior a la construcció del castell. A final del segle xiii apareix a les fonts una comunitat que, segurament, formava part de la família dels constructors el castell. Tot i així no serà fins al segle xvi que no tornarà a aparèixer en els documents la presència d'un poble que acompanyi el castell.

## Com arribar-hi
Es pot arribar a Montsegur des de Foix o des de Perpinyà agafant la carretera departamental D117, que connecta ambdues viles. De la D117 hi neix la carretera D9, que és la que arriba fins a Montsegur. Es pot prendre la D9 a l'alçada de Vilanòva d'Òlmes (si véns per Foix) o de Belestar (si véns per Perpinyà).

## Montsegur i els càtars
Montsegur, sobre l'empinada cimera del Pog, de tallat desnivell i inaccessible pels vessants nord, sud i oest, constitueix l'exemple d'una tença resistència a la imposició, a la submissió i al desequilibri social i moral d'una època contradictòria. És la identitat amb un ordre de vida, una mentalitat que, curiosament, encara es conserva prop de nou segles després a les poblacions d'Occitània.

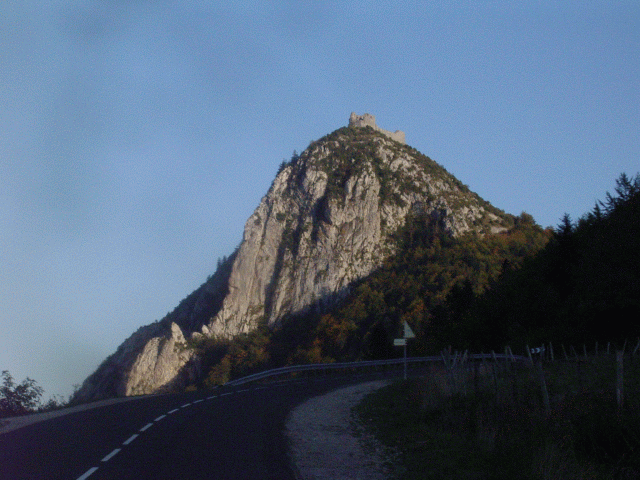
Vista de la muntanya de Montsegur, dalt de la qual Ramon de Perella hi passà bona part de la seva vida.

Montsegur fou, sens dubte, el més emblemàtic baluard de la fe càtara. La muntanya del Pog, sobre la qual s'assenta aquest castell, està totalment perforada de grutes i sepultures que testimonien els avatars i el tràfec humà que en aquesta zona, elevada a la categoria d'enclavament sagrat des de l'Antiguitat, s'ha anat acumulant al llarg del temps. Els càtars, conscients d'aquest fet, no dubtaren a elevar al cim, a 1.207 metres d'altitud, llur més estimada fortalesa, el seu altar sagrat. D'aquesta manera es confirma novament la creença cèltica de les muntanyes sagrades, als cims de les quals s'alçaven els altars a les divinitats masculines, mentre que a les grutes dels vessants s'erigien temples d'adoració a les deesses.
Al Museu Arqueològic de Montsegur, al poble, dependent de l'Ajuntament local, s'exhibeix la sepultura medieval Avenç del Trabuquet, amb dos subjectes inhumats, d'uns 24 i 25 anys, morts per una llancívola; a més d'innombrables restes arqueològiques i testimonis de la batalla, trobats en excavacions practicades per tota la muntanya, com figures en formes de pentàgon, monedes, obusos de catapultes, puntes de fletxa i llances; aquests últims objectes bèl·lics han estat molt ben estudiats per l'especialista en el tema Julien Àries, de Basièja.
La construcció de Montsegur, el 1204, símbol de la resistència occitana, constituí el baluard sagrat per la catarisme. El recinte, de caràcter veritablement inexpugnable, amb la torrassa de l'homenatge --donjon—al costat de ponent, era una autèntica fortalesa aèria, propietat d'Esclarmonda de Foix, i defensada per Ramon de Perella, que rebutjà l'intent de setge, l'any 1209, quan els croats de Simó IV de Montfort fracassaren i foren humiliats. Durant quatre dècades, Montsegur fou l'altar sagrat i refugi del catarisme occità, a més de reducte de nobles occitans que rebutjaren sotmetre's a l'autoritat del monarca francès i a les imposicions de l'Església de Roma.

Occitània sencera en el més aterrador silenci i coratge, encoratjà la moral i la resistència física dels defensors. Però la rendició era inevitable, i la fortalesa inexpugnable, caigué, finalment, a causa de la set i la gana, i també per l'atac sorpresa realitzat per un grup de mercenaris basco-navarresos, que superaren les afilades crestes del sector nord de la muntanya per sorprendre els defensors, que foren degollats, però no pogueren evitar que quatre perfectes fugissin entre les ombres de la nit, portant el Sant Greal. Al capdavant dels defensors de la plaça hi havia Pere Roger de Mirapeis, gendre de Ramon de Perella, ardent defensor dels heretges.

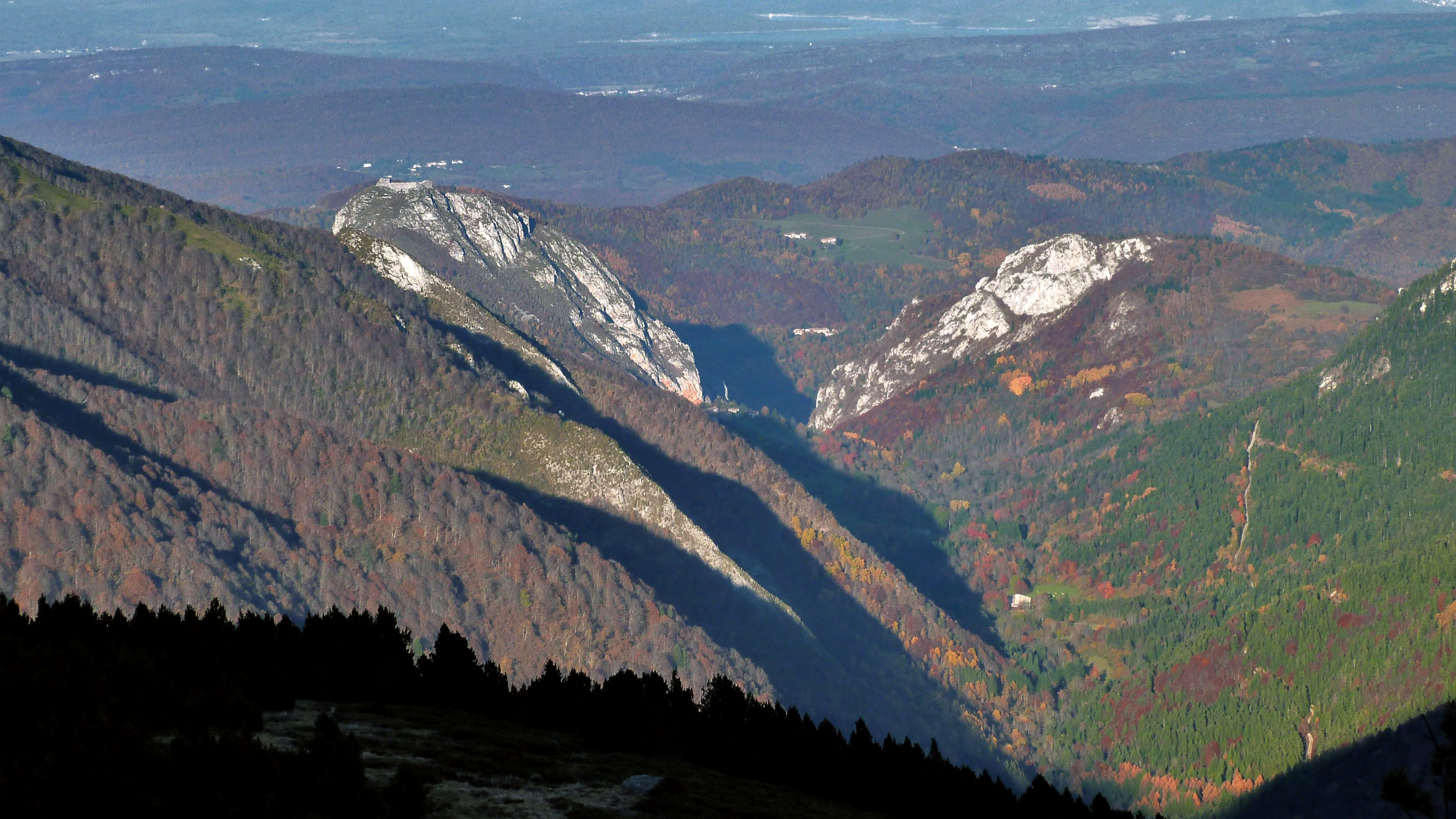
Pòg i castell de Montsegur vistos des dels vessants del massís de Taba.

Els croats, seguint les ordres dictades per l'autoritat eclesiàstica, prometeren respectar els que abjuressin de la fe càtara. Però això un creient no ho podia acceptar, i els habitants preferiren sortir de la fortalesa per dirigir-se directament cap a la gegantina foguera que la Inquisició havia preparat.
Així doncs, el diumenge 16 de març de 1244, deu mesos després de l'inici de l'intens setge, un total de 225 persones van perdre la vida, després de rebre el consolamentum, en un lloc del vessant meridional de la muntanya, entonant càntics de glòria, davant la sorpresa dels inquisidors, bisbes catòlics i soldats del bisbe d'Albi, mentre es dirigien a la foguera. En menys de cinc hores, els cossos d'aquelles persones (malalts, moribunds, soldats, perfectes i altres creients, tots condemnats en qualitat d'heretges) foren consumits per les devoradores flames, sense mostrar el més lleu gest de dolor o penediment i sense deixar d'entonar cants de goig. Aquest esglaiador escenari ha passat als annals de la història medieval, gràcies a les cançons creades pels trobadors i als relats transmesos pels joglars, com el camp o prat dels Cremats.

Aquella tragèdia significà el principi de la fi del catarisme a Occitània. Una estela discoïdal, erigida el 1960 al peu del sender que puja fins a la plataforma superior, on es creu que hi devia haver la foguera col·lectiva, ret un just homenatge a l'holocaust càtar, i, a la vegada, a totes aquelles persones que va morir per defensar un món diferent a l'Església oficial, sense allunyar-se del cristianisme, amb el següent epitafi: 
| « | Als Càtars Als Màrtirs Del pur amor crestian. | » |